# Страговский туннель

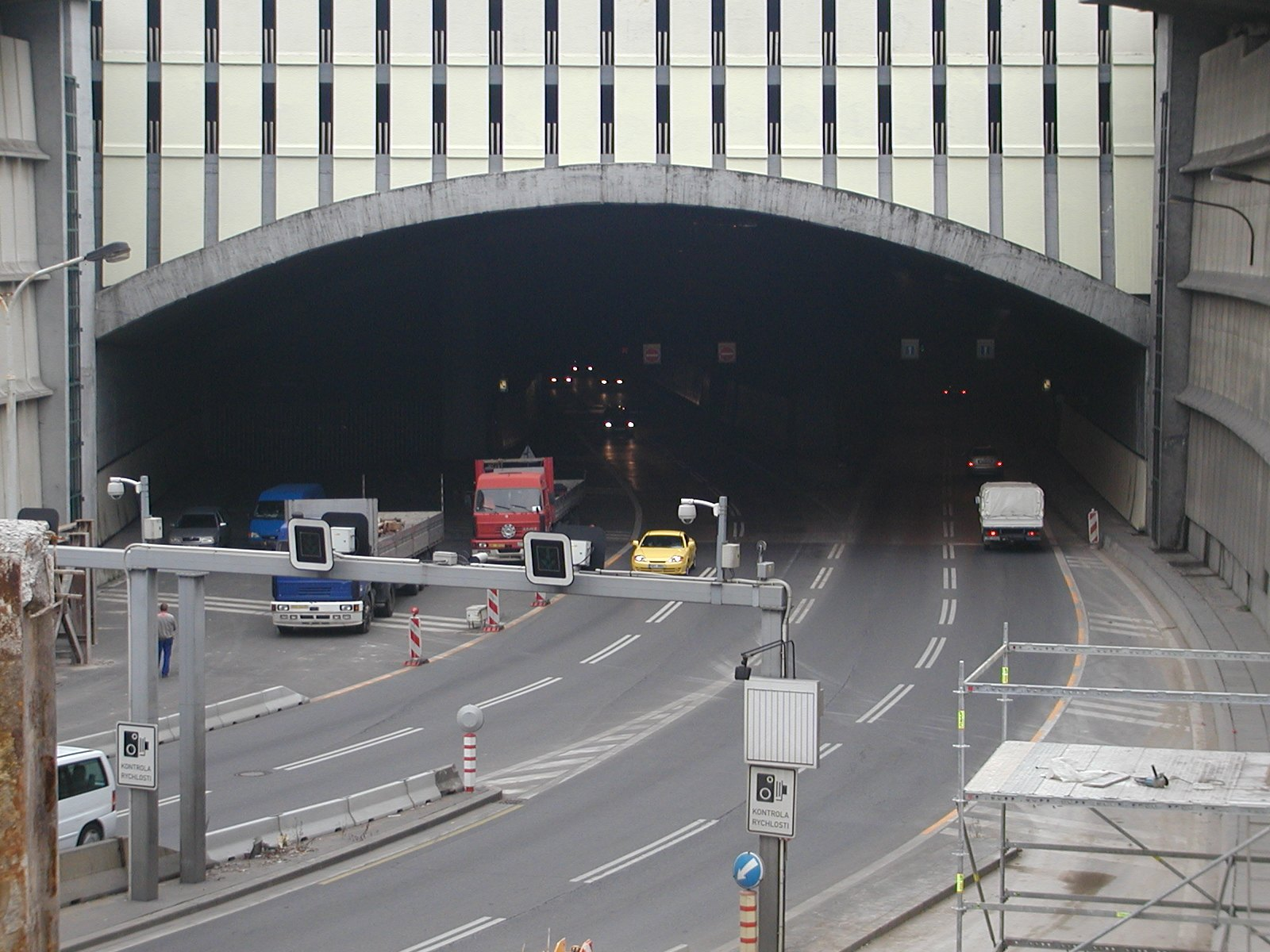
Северный въезд

Страговский туннель (чеш. Strahovský tunel) — автомобильный тоннель в Праге, составляет часть Местского округа. Длина 2004 метра, строительство началось в 1980 году и было окончено в 1997, когда тоннель был открыт.
Тоннель начинается в районе Смихов, идет под районом Бржевнов, под Страговским стадионом и выходит на границе районов Бржевнов и Стршешовице.
В 1989 году в проект были внесены изменения в связи с разработкой туннеля Мразовка. С южной стороны был спроектирован мост через Плзеньскую улицу, сейчас названный мостом Моцарта.
Страговский туннель входит в охранную систему метро, то есть в случае надобности входы будут закрыты защитными затворами и объект превратится в убежище для гражданского населения.